# Socialist Equality Party (Australien)
Die Socialist Equality Party ist eine trotzkistische Partei in Australien und die dortige Sektion des Internationalen Komitees der Vierten Internationale. Sie ging im Jahr 2010 aus der 1972 gegründeten Socialist Labour League hervor.
Die Partei nahm an den Parlamentswahlen 2016 teil. Nick Beams war von 1985 bis 2015 ihr Vorsitzender, James Cogan ist sein Nachfolger.

## Publikationen
- The Historical and International Foundations of the Socialist Equality Party (Australia), Mehring Books 2010, ISBN 978-1-875639-38-0
- Socialist Equality Party (Australia) Statement of Principles, Mehring Books 2010, ISBN 978-1-875639-39-7